# Zasada kasowa
Zasada kasowa (ang. cash basis) – zasada polegająca na zaliczaniu do przychodów danego okresu tylko tych przychodów, które nastąpiły w wyniku rzeczywistego wpływu środków pieniężnych na rachunek bankowy lub do kasy przedsiębiorstwa. To samo dotyczy poniesionych kosztów, a więc ujmowania w księgach danego okresu sprawozdawczego tylko tych kosztów, które są związane z rzeczywistą wypłatą środków pieniężnych. 
Zasada ta ma charakter anachroniczny i jest czasami stosowana w niektórych przepisach podatkowych. Nie ma natomiast zastosowania przy prowadzeniu ksiąg rachunkowych

Zasada ta jest przeciwieństwem zasady memoriałowej.